# Vesgre
A Vesgre folyó Franciaország területén, az Eure jobb oldali mellékfolyója.

## Földrajzi adatok
A folyó a Les Bréviaires-nél Yvelines megyében ered 160 méterrel a tengerszint felett, és La Chaussée-d’Ivry-nél Eure-et-Loir megyében, 57 méter magasságban torkollik az Eure-be. Hossza 45 km.

## Megyék és városok a folyó mentén
- Yvelines: Saint-Léger-en-Yvelines, Gambais, Maulette, Houdan
- Eure-et-Loir: Saint-Lubin-de-la-Haye, Berchères-sur-Vesgre.